# Kudoa monodactyli
Kudoa monodactyli is een microscopische parasiet uit de familie Kudoidae. Kudoa monodactyli werd in 2006 beschreven door Gunter, Cribb, Whipps & Adlard. 